# Tunis (Gerät)

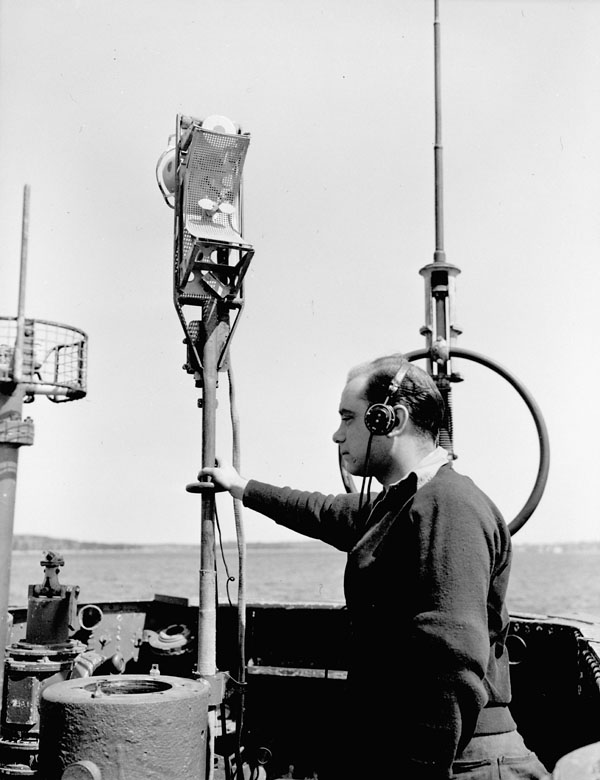
Kanadischer Matrose inspiziert die FuMB-Anlage: Links am Bildrand die Bali-Antenne des FuMB 1 (Metox). In der Mitte, oben auf dem Antennenmast, den der Matrose mit der rechten Hand dreht, dem Betrachter zugewandt, die „Fliege“-Antenne. Markant ist der zwei Rosenblättern ähnelnde Dipol (Schmetterlingsantenne) im Zentrum des durch ein Drahtgeflecht gebildeten Parabolreflektors. Ganz oben auf dem Mast die kreisrunde Hornantenne „Mücke“ für das Tunis. Rechts die ebenfalls kreisrunde UKW-Rahmenantenne, in die (durch den Matrosen verdeckt) die Empfangsteile für Fliege und Mücke montiert sind.
Das Foto wurde nach der deutschen Kapitulation und Übergabe von U 889 an die kanadische Marine am 13. Mai 1945 im Hafen von Shelburne (Nova Scotia) aufgenommen.

Tunis war der Deckname eines im Zweiten Weltkrieg eingesetzten „Funkmeßbeobachtungsgerätes“ (authentische damalige Schreibweise mit „ß“), dessen eigentliche Kurzbezeichnung Fu MB 26 war, oft geschrieben als FuMB 26. Das Empfangsgerät wurde auf deutschen U‑Booten als Radarwarner eingesetzt.
Namensstifterin für den Decknamen war offenbar die Hauptstadt Tunesiens. Als Empfangsteile enthielt FuMB 26 („Tunis“) die beiden Subsysteme FuMB 24 („Fliege“) und FuMB 25 („Mücke“).

## Hintergrund
Tunis hatte eine Reihe von Vorgängern, wie beispielsweise das FuMB 1 (Metox). Diese frühen FuMBs deckten jedoch einen deutlich niedrigeren Frequenzbereich ab. Es begann zunächst nur mit Teilbereichen des Ultrakurzwellenbandes (UKW), also mit Wellenlängen von einem bis zehn Metern, entsprechend 30 bis 300 MHz. Im Laufe der Kriegsjahre wurde der Frequenzbereich bei späteren Modellen auf das Dezimeterwellenband erweitert. Allerdings machte die Entwicklung der gegnerischen Radargeräte hin zu immer höheren Bändern des Hochfrequenzbereichs (HF-Bereich) rasante Fortschritte, ohne dass es die deutsche Seite wusste oder auch nur ahnte.
So arbeitete das seit Januar 1943 in britischen Bombern eingesetzte H2S-Radar im Zentimeterwellenband bei einer Wellenlänge von 9,1 cm. Die entsprechende Frequenz von 3,3 GHz lag oberhalb der höchsten von den deutschen Empfängern wahrnehmbaren. Mit anderen Worten: Die deutschen Warnempfänger waren taub in Bezug auf H2S.
In der Nacht vom 2. auf den 3. Februar 1943, als britische Bomber die Erdölraffinerie bei Rotterdam angriffen, wurde einer dieser Bomber abgeschossen. Bei der Untersuchung des Flugzeugwracks wurden Teile des britischen Radargeräts entdeckt, geborgen und unmittelbar darauf einer eingehenden Inspektion zugeführt. Am 22. Februar 1943 wurde durch Wolfgang Martini (1891–1963), General der Luftnachrichtentruppe, die „Arbeitsgemeinschaft Rotterdam (AGR)“ ins Leben gerufen, ein Gremium, dem etwa dreißig hochrangige Militärs, Wissenschaftler und Entwickler aus der Industrie angehörten. Zu den namhaften Persönlichkeiten gehörten die Physiker und damaligen Staatsräte Johannes Plendl (1900–1991), Bevollmächtigter der Hochfrequenzforschung, und Abraham Esau (1884–1955), Präsident der Physikalisch-Technischen Reichsanstalt (PTR). Die erste Zusammenkunft der Arbeitsgemeinschaft fand noch am selben Tag im Stammwerk Telefunken in Berlin-Zehlendorf statt. Zum achtzehnten und letzten Mal tagte das Gremium am 1. September 1944.
Es stellte sich heraus, dass es sich beim „Rotterdam-Gerät“, wie das geborgene HF-Instrument genannt wurde, um ein neuartiges Radargerät handelte. Als zentrales Bauteil enthielt es ein Magnetron, mit dessen Hilfe Signale von 3,3 GHz erzeugt werden konnten, die oberhalb der von deutschen FuMBs wahrnehmbaren bisher höchsten Frequenz lagen. Mit hohem Nachdruck und großer Eile wurde das Gerät, teilweise mit weiterem Beutematerial, instand gesetzt und dessen Funktion und Wirkungsweise detailliert untersucht. Ferner wurde der Nachbau des Magnetrons und weiterer Hochfrequenzkomponenten, inklusive Koaxialkabeln, veranlasst, die in diversen Industrieunternehmen zeitnah durchgeführt werden konnte.
Darüber hinaus wurde es als essentiell erkannt, die offenbar mangelhafte Ausstattung der Wehrmacht, insbesondere der Luftwaffe und der U‑Boot-Waffe mit wirksamen Funkmessbeobachtungsgeräten schleunigst zu verbessern. Hierzu wurde unter anderem die Firma Telefunken mit der Entwicklung der Anlage Tunis beauftragt.

## Beschreibung
Aufbau und Funktionsweise des Systems FuMB 26 („Tunis“) ist in der damals geheimen Werkschrift des Herstellers vom November 1944 erläutert. Sie trägt aus Geheimhaltungsgründen keinen Firmennamen, sondern nur das codierte Fertigungskennzeichen bou. Dieses stand für die Telefunken Gesellschaft für drahtlose Telegraphie m.b.H. mit dem Stammwerk in Berlin-Zehlendorf.
Das System Tunis bestand aus einem portablen „Empfangskopf“, der die zum Empfang benötigten beiden Mikrowellen-Antennen enthielt, aus zwei dazugehörigen separaten Empfangsteilen, und weiteren Geräten zur Stromversorgung, Signalaufbereitung, Auswertung und Anzeige. Der Empfangskopf war auf der Kommandobrücke oben auf dem Turm des U‑Boots an einem dafür vorgesehenen, von Hand drehbarem Rohr zu montieren (siehe Bild oben). Die Empfangsteile wurden, nicht weit davon, innerhalb des vorhandenen Peilrahmens montiert. Sie waren über zwei HF-Kabel mit den Auswerte- und Anzeigeinstrumenten verbunden, die sich im Horch- oder Peilraum des U‑Boots befanden. Bevor das U‑Boot tauchte, war der Kopf abzunehmen, da er nicht druckwasserdicht war, und im Inneren des Bootes geschützt aufzubewahren.

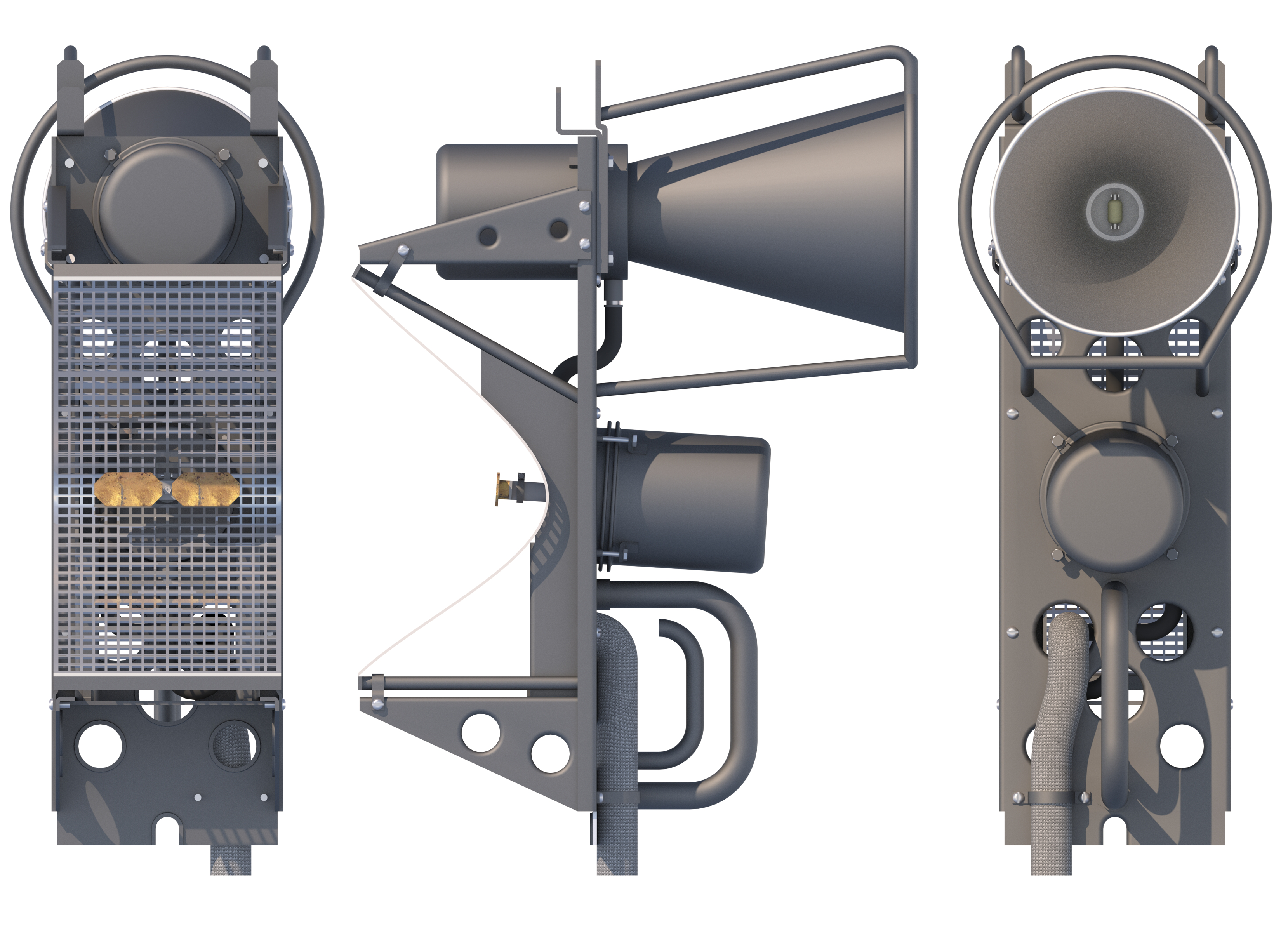
Die beiden „Gesichter“ des Empfangskopfes von Tunis. Links der Dipol mit dem Parabolreflektor, genannt FuMB 24 „Fliege“, und rechts die Hornantenne FuMB 25 „Mücke“, mit der im Zentrum sichtbaren Detektordiode.

Die äußeren Abmessungen (H×B×T) des Empfangskopfes betrugen 580 mm × 170 mm × 430 mm bei einem Gewicht von 9 kg (mit Befestigungsstreben). Er bestand im Wesentlichen aus zwei getrennten Empfangssystemen für unterschiedliche Frequenzbereiche, jeweils mit geeigneter Antenne und integriertem HF-Detektor in Form einer Detektordiode. Das erste System, genannt FuMB 24 (Cuba Ia „Fliege“), diente zum Empfang von Wellen zwischen 8 und 15 cm (2 bis 3,75 GHz), das zweite, genannt FuMB 25 („Mücke“), war für etwa 3 cm (10 GHz) ausgelegt.
Die beiden Antennen Fliege und Mücke „schauten“, wie die beiden Gesichter des Januskopfs, in entgegengesetzte Richtungen. Während beim Drehen der Antennen die eine nacheinander die Richtungen 0°–90°–180°–270°–0° überstrich, waren es bei der anderen 180°–270°–0°–90°–180°. Die empfangenen und aufbereiteten Signale wurden mithilfe eines Kopfhörers akustisch ausgewertet. Dazu konnte das eine Signal, beispielsweise Fliege, auf die linke Kopfhörermuschel gegeben werden und Mücke auf die rechte.
Die Fliege-Antenne, also der Empfangskopf FuMB 24, war ein Dipol, bestehend aus zwei in der Form an Rosenblätter erinnernde Antennenhälften. Die Formgebung dieser Schmetterlingsantenne diente einer verbesserten Bandbreite. Die Orientierung des Dipols war zunächst horizontal, da zuerst nur mit horizontal polarisierten Wellen gerechnet wurde, konnte aber auch diagonal (45°) eingestellt werden, um, bei leicht reduzierter Empfindlichkeit, sowohl horizontal als auch vertikale Polarisationen empfangen zu können. Hinter dem Dipol befand sich ein Parabolreflektor, der die Empfindlichkeit und Richtwirkung steigerte.
Die Mücke-Antenne (FuMB 25) hingegen war eine Hornantenne, damals „Hohlraumstrahler“ genannt, in dessen Inneren sich die Detektordiode befand. Die vordere Trichteröffnung war mit einer Plexiglasscheibe gegen Spritz- und Schwallwasser abgedichtet, sie war jedoch nicht druckwasserdicht. Auch bei der Mücke konnte die Polarisation durch Drehen der Antenne geeignet eingestellt werden.
Beide Antennen waren mit etwa 5° leicht nach oben ausgerichtet, um den Empfang von Flugzeugen zu verbessern.